# Красноярка (Омский район)
Красноя́рка — село в Омском районе Омской области. Административный центр Красноярского сельского поселения.
Население — 4431 чел. (2021)

## География
Красноярка расположена всего в нескольких десятках километров от Омска. Село расположено вдоль среднего течения реки Иртыш, в лесостепной зоне.
Климат
Климат резко континентальный: зима холодная, солнечная и снежная, лето жаркое, сухое. Средняя температура января −19 °C, июля +19 °C, с типичными отклонениями до −35 °C и +35 °C, соответственно. Осадков 300—400 мм в год.
Климат области континентальный. Средняя температура января −19… −20 °C, июля +17…+18 °C в северной части, +19 °C на юге. Распределение осадков происходит неравномерно: на севере — 400—500 мм, на крайнем юге области — менее 300 мм.
Климат степей по сравнению с лесостепной зоной отличается большой продолжительностью вегетационного и безморозного периодов, большими среднегодовыми и среднемесячными температурами, большой сухостью. Поэтому земли степей страдают от недостатка влаги: в среднем в год тут выпадает 250—300 мм осадков, в 1,5—2 раза меньше, чем в центральных районах России.
Зима же в степи обычно суровая, морозы до −35… −40°C, и тонкий неравномерный снежный покров в 25—30 см плохо укрывает почву. Снег сходит за 10—12 дней. Ветры увеличивают испарение, иссушают почву и нередко вздымают пыльные бури. Весной дожди в степи редки. Погода ясная. Часты поздние весенние заморозки. Летом в ясные, солнечные дни температура поднимается до +30…+35°C. В первой половине лета нередким явлением бывают суховеи (сильные знойные ветры, опаляющие растения и вызывающие сильное иссушение почвы).
Большое богатство лесостепной зоны поверхностными водами объясняется более влажным климатом: годовое количество осадков здесь 350—400 мм, из них половина приходится на первые месяцы: снежный покров также обильнее юга — его толщина доходит до 30—40 мм.
Часовой пояс
Красноярка, как и вся Омская область, находится в часовой зоне МСК+3. Смещение применяемого времени относительно UTC составляет +6:00.

## История
Село основано в 1718 году. Позже в селе открылся переселенческий участок.

Участок был занят переселенцами-колонистами из Самарской и Саратовской областей в 1896 году. К осени 1896 года в посёлке уже обстроились, поставили землянки. Местность, поступившая в надел п. Красноярки ровная и совершенно открытая. В 1901 году был устроен хлебозапасный магазин.
В 2011 году с 17 по 21 марта прошли V Всероссийские зимние сельские спортивные игры.

## Население
| 2002 | 2006  | 2010  | 2021  |
| ---- | ----- | ----- | ----- |
| 4055 | ↗6247 | ↘4902 | ↘4431 |

На 2009 год в селе 1893 двора и 6247 жителей, 6789 чел. на конец 2011 года.
Трудоспособное население составляет 67,3 % от всего населения (4877 чел.)
| Пенсионеры | Дети до 16 лет |
| ---------- | -------------- |
| 1421 чел.  | 952 чел.       |
| 19,6 %     | 13,1 %         |

- Плотность составляет 70 человек на 1 м²(?)
- За 2011 год в село прибыло 440 человек

## Предприятия
На территории Красноярки зарегистрировано и осуществляют свою деятельность 68 предприятий, в том числе:
- Детский сад Красноярский
- красноярская СОШ
- Красноярский КДЦ
- Красноярская библиотека ИМ. Чернокова
- Красноярская школа искусств
- КСОУ "Красноярская лесная школа"
- УНШДС колос
- БУЗОО "Детский лёгочно-туберкулёзный санаторий"
- Красноярская участковая больница
- ДОЛ ИМ. Карбышева и другие

Малый бизнес представлен 20 организациями розничной торговли, 3 предприятия по деревообработке, 1 автозаправочной станцией, 2 предприятия продуктов питания: «Сибирский деликатес» и «Хлебопёк». Сельское хозяйство представлено: ООО «Красный маяк» и ООО «Сибирский купец», магазин «на Мира».

## Связь
Жителей Красноярки сотовой связью обеспечивают 5 компаний:
- Билайн
- МТС
- МегаФон
- Теле2
- Yota

И один оператор проводной связи
- Ростелеком

## Социальная сфера
На балансе администрации находится КДЦ красноярский и МУФОСК Олимпиец. В МУ красноярский КДЦ работает 14 человек, из них 8 творческих работников и 6 — обслуживающий персонал. В течение 11 месяцев проведено 494 из них для детей — 234. Работает 34 клубных формирования, которые посещают 659 человек. Коллективов народного творчества — 22 (народный хор, хор ветеранов, хореографический и театральный коллективы, детские и взрослые вокальные ансамбли). Творческие коллективы КДЦ приняли участие в областных конкурсах:
| Взрослые         | Дети                 | Место           |
| ---------------- | -------------------- | --------------- |
| поёт село родное | вокальное творчество | 3 (вз.), 1 (д.) |
| поющее сердце    | хореография          | 1 (вз.), 1 (д.) |

Красноярка — своеобразный провинциальный курорт для Омичей.
В окрестностях Красноярки находятся прекрасные санатории, пионер-лагеря.
В живописной Красноярской зоне находится хвойно-лиственный лес-бор.